# Charles H. P. Tupper
Pour les articles homonymes, voir Charles Tupper (homonymie) et Tupper.
Charles Herbert Percy Tupper (11 octobre 1887-18 mai 1950) est un homme politique canadien de la Colombie-Britannique. Il est député provincial libéral de la circonscription britanno-colombienne de Similkameen de 1933 à 1941,.